# FSO fria förskolor
FSO Fria förskolor är nationell branschorganisation för fristående idéburna förskolor i Sverige. FSO Fria förskolor är partipolitiskt och religiöst obundet, och är en medlemsägd, medlemsstyrd och medlemsfinansierad organisation där medlemmarna har definierat organisationens uppdrag – ”att utifrån ett barnperspektiv arbeta för alla barns lika möjlighet till utveckling oavsett huvudman för förskolan”.
För FSO Fria förskolor går detta uppdrag i linje med de grundläggande principer och värderingar som antogs av Internationella Kooperativa Alliansen(IKA) 1995.